# Бузгалін Олександр Володимирович
Олександр Володимирович Бузгалін (19 липня 1954, місто Москва, тепер Російська Федерація — 18 жовтня 2023, місто Москва, Російська Федерація) — радянський і російський діяч, економіст, теоретик і публіцист «лівого» флангу російської суспільної думки. Кандидат економічних наук (1979), доцент, доктор економічних наук (1989), професор (1993), заслужений професор Московського державного університету імені Ломоносова (2004), директор Інституту соціоекономіки Московського фінансово-юридичного університету. Член ЦК КПРС у 1990—1991 роках.

## Життєпис
Народився в родині інженера-ракетника Володимира Миколайовича Бузгаліна. Навчався у декількох московських школах.
У 1971—1976 роках — студент економічного факультету Московського державного університету імені Ломоносова (МДУ).
У 1976—1979 роках — аспірант економічного факультету Московського державного університету імені Ломоносова. У 1979 році захистив дисертацію на здобуття наукового ступеня кандидата економічних наук «Протиріччя планомірної організації соціалістичного виробництва».
У 1979—1991 роках — молодший науковий співробітник, старший науковий співробітник, старший викладач, доцент кафедри політичної економії економічного факультету Московського державного університету імені Ломоносова.
Член КПРС з 1987 року.
У 1989 році захистив дисертацію на здобуття наукового ступеня доктора економічних наук «Планомірність соціалістичного виробництва: зміст та напрями вдосконалення в сучасних умовах».
З середини 1980-х років брав активну участь у суспільно-політичному житті: був організатором дискусійного гуртка в МДУ, потім клубу незалежних марксистських досліджень. Брав участь у створенні Федерації соціалістичних громадських клубів (ФСГК). Був ініціатором створення та лідером Марксистської платформи в КПРС. У 1991 році взяв участь у заснуванні незалежного лівого журналу «Альтернативи», його головний редактор.
У 1991—2023 роках —  професор кафедри політичної економії економічного факультету Московського державного університету імені Ломоносова. Головний редактор журналу «Питання політичної економії», директор та творець Центру сучасних марксистських досліджень філософського факультету МДУ імені Ломоносова, віцепрезидент Вільного економічного товариства Росії. На початку 1994 року Бузгалін став ініціатором створення нової суспільної структури — руху «Вчені за демократію та соціалізм», сконцентрувавши зусилля на організації насамперед науково-теоретичної та пропагандистської роботи.
Засновник, ідейний натхненник і неформальний лідер «Пострадянської школи критичного марксизму», відомий своєю концепцією «мутантного соціалізму» в СРСР, яка доводить, що розвиток країни шляхом соціалізму був хоч і неминучим, але передчасним, що викликало серйозні деформації соціалізму в роки культу особистості та стало причиною краху соціалістичної системи.
Автор понад 350 опублікованих праць, у тому числі 26 авторських та написаних у співавторстві з Колгановим монографій, 4 підручників та навчальних посібників; більше ста статей опубліковано в центральних наукових журналах Росії («Питання економіки», «Питання філософії», «Вісник МДУ» та інші). У 2018 році підручник «Класична політична економія» Бузгаліна, Колганова, Барашкової став лауреатом громадської премії «Економічна книга року». Почесний працівник вищої професійної освіти Російської Федерації (2015).
Помер 18 жовтня 2023 року.